# 埃爾德峰
69°20′S 157°12′E / 69.333°S 157.200°E
埃爾德峰（英語：Eld Peak）是南極洲的山峰，位於奧次地，處於雷諾茲峰東南面11公里的馬圖謝維奇冰川西岸，海拔高度800米，現時由南極條約體系管理。